# Стенли Уитингам
Майкъл Стенли Уитингам (на английски: Michael Stanley Whittingham) е английско-американски химик.

## Биография
Роден е на 22 декември 1941 година в Нотингам. През 1968 година защитава докторат по химия в Оксфордския университет, след което заминава за Съединените щати и специализира в Станфордския университет. След това работи в петролните компании „Ексон“ (1969 – 1984) и „Шлумбергер“ (1984 – 1988), а от 1988 година преподава в Бингамтънския университет. Той изследва интеркалацията при зареждаеми батерии и патентова основния принцип на действие на съвременните литиевойонни батерии.
През 2019 година Стенли Уитингам получава Нобелова награда за химия, заедно със Джон Гудинаф и Акира Йошино, „за разработването на литиевойонните батерии“.